# Zhang Jie (esgrimidor)
Zhang Jie (en chino: 张杰; 8 de enero de 1978) es un deportista chino que compitió en esgrima, especialista en la modalidad de florete. Ganó una medalla de plata en el Campeonato Mundial de Esgrima de 1999, en la prueba por equipos.

## Palmarés internacional
| Campeonato Mundial | Campeonato Mundial   | Campeonato Mundial | Campeonato Mundial  |
| Año                | Lugar                | Medalla            | Prueba              |
| ------------------ | -------------------- | ------------------ | ------------------- |
| 1999               | Seúl (Corea del Sur) | Medalla de plata   | Florete por equipos |